# Hnutí zemědělců a občanů
Hnutí zemědělců a občanů (nizozemsky BoerBurgerBeweging, zkratka BBB) je nizozemská politická strana. Vznikla v roce 2019 v návaznosti na snahy místních farmářů zvrátit vládní environmentální politiku, posléze se její postoje vyprofilovaly jako konzervativní a euroskeptické. Od roku 2023 strana drží největší počet křesel v provinčních radách všech 12 nizozemských provincií a také v Senátu, horní komoře parlamentu. Předsedkyní hnutí je od jeho vzniku zakladatelka Caroline van der Plasová.

## Historie
Hnutí založila v říjnu 2019 zemědělská novinářka Caroline van der Plasová v reakci na rozsáhlé protesty nizozemských farmářů proti plánům vlády premiéra Marka Rutteho na snížení emisí oxidů dusíku a amoniaku do roku 2030 (součást celounijní Zelené dohody pro Evropu) pomocí snížení počtu hospodářských zvířat a omezení hnojení, což mohlo potenciálně vést k uzavření některých farem. Sídlem strany se stalo město Deventer v provincii Overijssel. Ve volbách do Sněmovny reprezentantů (dolní komory nizozemského parlamentu) v roce 2021, hnutí získalo 1,00 % hlasů a jedno křeslo, které obsadila předsedkyně van der Plasová.
V provinčních volbách v březnu 2023 zaznamenala strana nečekaný a velmi výrazný úspěch: na celostátní úrovni vyhrála volby se ziskem 19,2 % hlasů a získala tak 137 zástupců v provinčních radách (z celkového počtu 572) a současně vyhrála ve všech dvanácti nizozemských provinciích (nejvyšší podporu více než 33 % získalo hnutí v tradičně zemědělské provincii Drenthe). Ve volbách v květnu 2023 do Senátu (horní komory nizozemského parlamentu), jehož členy volí kromě jiných právě členové provinčních rad, pak strana získala 16 křesel z celkových 75 členů Senátu.

## Program
Hnutí bylo založeno jako protestní agrární strana. Vystupovalo proti environmentální politice nizozemské vlády (restriktivní vůči farmářům), dále zastává konzervativní, euroskeptické a protiimigrační postoje (podporuje například zákaz nošení burek). Někteří komentátoři stranu klasifikují jako pravicovou či populistickou.